# 池田町西山
池田町西山（いけだちょうにしやま）は、徳島県三好市の町名。2019年2月28日現在の人口は836人、世帯数は221世帯。郵便番号は〒778-0031。

## 地理
西は池田町白地、東は池田町州津及び三好郡東みよし町、南は吉野川を挟んで池田町ウヱノ、北は香川県三豊市にそれぞれ接する。
国道32号の猪ノ鼻峠は、香川県三豊市まで続いており、2020年には猪ノ鼻道路が開通した。

### 河川
- 吉野川
- 鮎苦谷川

### 山岳
- 中蓮寺峰

### 小字
| - 穴漬 - 石休場 - 上久保 - 大北 - 大佐古 - 大田 - 岡田 - 岡ノ花 - 岡屋敷 - 落 - 蔭 - 樫ノ下 - 上蔭 - 上堂附 - 上中尾 - 川原 - 寒常端 - 神田 - 岸ノ上 - 岸端 | - 北畑 - 経塚 - 久保 - 久保ノ上 - 久良羅 - 込野 - 木屋床 - 佐古 - 笹塚 - 山上志垣 - 下谷 - 下ノ浦 - 滝端 - 立谷 - 谷浦 - 谷口 - 谷尻 - 太夫地 - 乳ノ木 - 乳ノ木道北 | - 土無 - 津寺 - 坪尻 - 堂附 - 床西 - 所佐古 - 中内 - 中尾 - 中岡 - 中塚 - 流畑 - 西川見 - 西谷 - 西ノ上 - 西ノ岡 - 登リ尾 - 林 - 東内 - 東佐古 - 東谷 | - 引地 - 引地ヶ尾 - 木谷 - 船原 - 古田 - 古野 - 堀 - 本西谷 - 本南岡 - 南岡 - 峯ノ久保 - 宮ノ北 - 宮ノ西 - 宮ノ東 - 宮ノ前 - 屋久根 - 山神ノ上 - 横佐古 |  |

## 歴史
- 2006年（平成18年）3月1日 - 三好郡池田町が三野町・山城町・井川町・東祖谷山村・西祖谷山村と合併して三好市が発足し、現在の町名となる。

## 施設

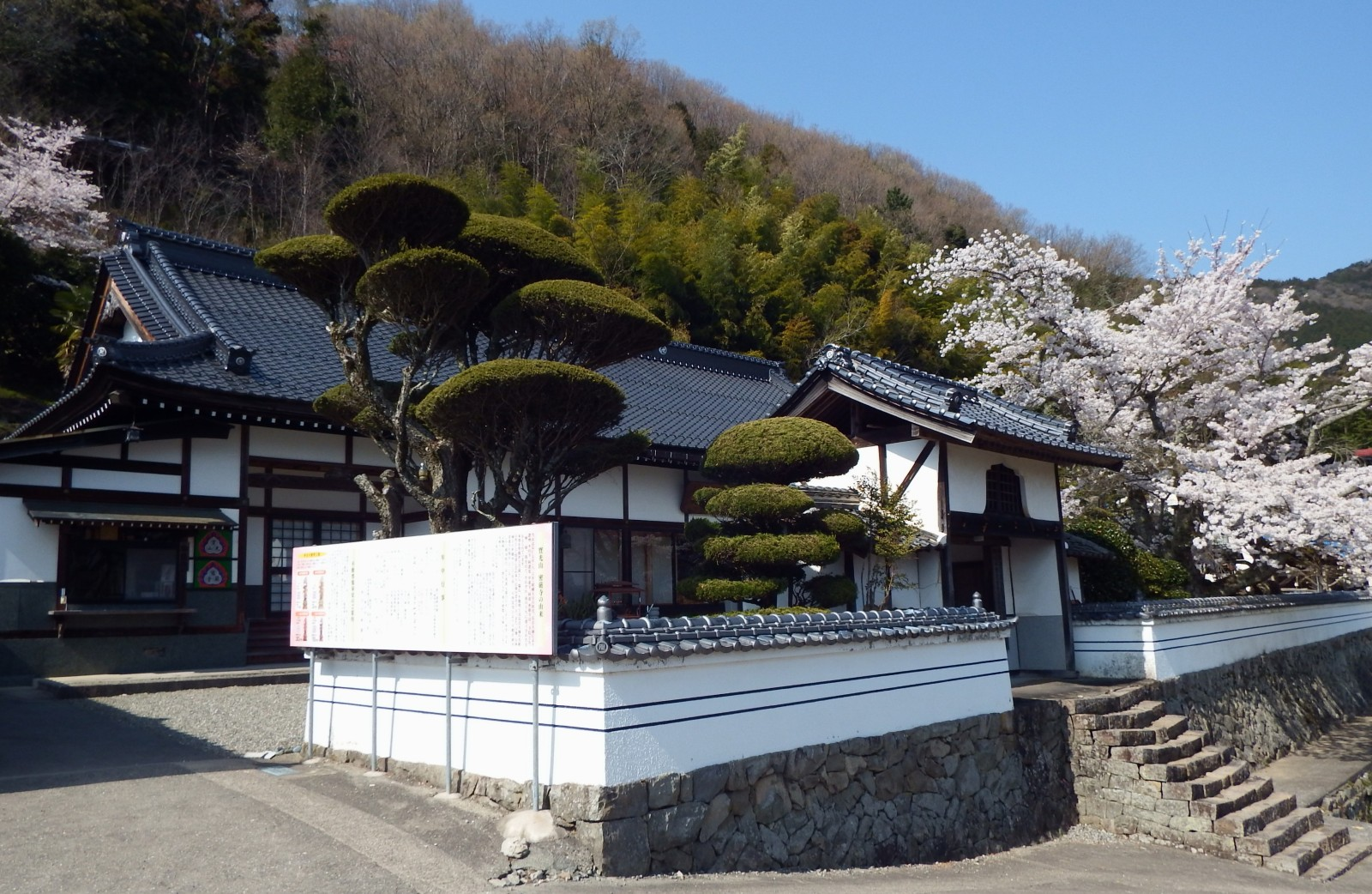
密厳寺

### 名所
- 池田ダム
- 猪ノ鼻峠
- 峯の久保展望台

### 社寺
- 密厳寺 - 四国三十六不動霊場5番札所。阿波西国三十三観音霊場22番札所。境内にユースホステル併設
- 鎌神社
- 諏訪神社
- 不動明王

### その他
- 敷之上橋

## 交通

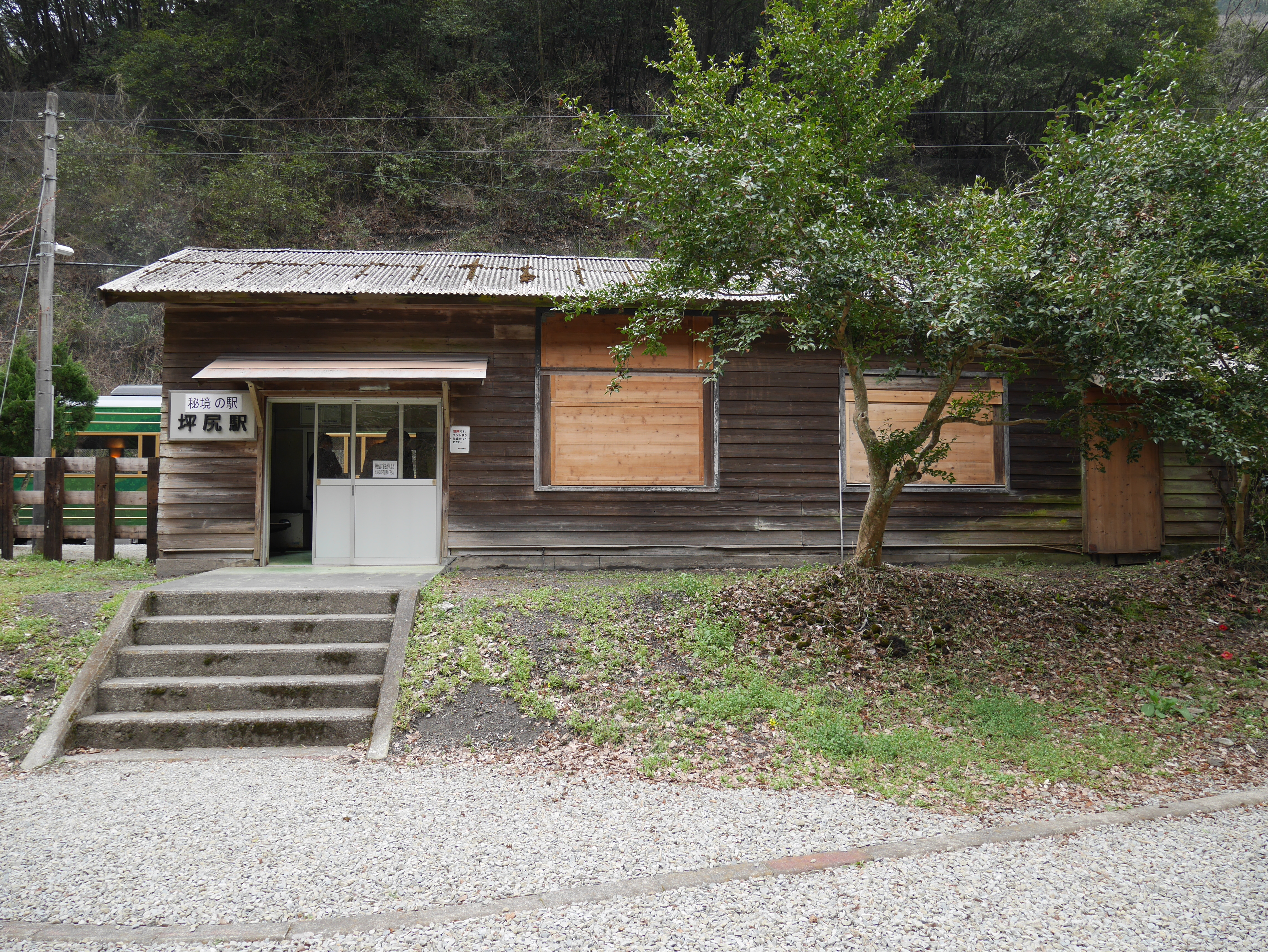
坪尻駅

### 鉄道
- JR土讃線 坪尻駅

### 道路
国道
- 国道319号

都道府県道
- 徳島県道・香川県道6号込野観音寺線
- 徳島県道267号白地州津線